# Йоланді Фіссер
Йоланді Фіссер (іноді помилково Віссер; афр. Yolandi Visser, справжнє ім'я Анрі Дю Туа, афр. Anri Du Toit; 1 грудня 1982, Порт-Альфред, Східна Капська провінція, ПАР) — південно-африканська співачка, репер. Вокалістка реп-рейв-гурту Die Antwoord.

## Біографія
За словами Анрі, її вдочерили зовсім юною. Її батько був священиком, а мати домогосподаркою. Вперше спробувала зробити свій запис у віці 16 років, коли переїхала зі своїми прийомними батьками в місто Преторія, де навчалася у школі-інтернаті.

### Кар'єра
Після школи Анрі переїхала працювати в Кейптаун, де зустріла свого майбутнього чоловіка Уоткіна Тюдора Джонса (він же Weddy, Ninja и Max Normal) з яким у майбутньому увійшла до складу гурту Die Antwoord. Третім учасником гурту став DJ Hi-Tek, який ніколи не з'являється у кліпах на пісні гурту (окрім кліпу «Fok Julle Naaiers»).
Разом з Джонсом знімалася у фільмі режисера Ніла Бломкампа Робот на ім'я Чаппі, що вийшов на екрани 6 березня 2015 року.
Анрі грала роль Йоланді — подружки бандита-невдахи Ніндзя і була «мамою» для робота Чаппі.

### Особисте життя
Має дочку від Воткіна Тюдора Джонса (англ. Watkin Tudor Jones), яку звати Сікстін,  (англ. Sixteen Jones). Але на даний час пара начебто розпалася, більш того, пара заперечує що вони коли-небудь були у шлюбі. Загалом, про їх стосунки відомо дуже мало, бо часто спливають суперечливі факти. Так в одному інтерв'ю Джонс повідомляє, що вони з Йо-Ланді знайомі з дитинства, і одразу ж, у іншому інтерв'ю розповідає, що вони зустрілись вже дорослими.
У 2012 році в інтерв'ю журналу The Stranger, Джонс заявив, що вони з Йо-Ланді вегетаріанці.

## Дискографія

### З Max Normal
- Songs from the Mall (2001)

### З The Constructus Corporation
- The Ziggurat (2003)

### З MaxNormal.TV
- Rap Made Easy (2007)
- Good Morning South Africa (2008)

### З Die Antwoord
- $O$ (2009)
- 5 EP (2010)
- $O$ (rerelease) (2010)
- TEN$ION (2012)
- Donker Mag (2014)

## Кліпи
- Enter The Ninja
- Evil Boy
- Fatty Boom Boom
- I Fink U Freeky
- Rich Bitch
- Zef Side
- Baby's on fire
- Fok Julle Naaiers
- Umshini Wam Harmony Korine
- Cookie Thumper
- Dis Iz Why I'm Hot
- Pitbull Terrier
- Ugly Boy